# Лиу, Джейлин
Джейлин Лиу (англ. Jaelyn Liu; род. 12 марта 2009) ― американская фехтовальщица на рапирах, чемпионка мира 2025 года, чемпионка Панамериканского чемпионата в 2025 году.

## Биография

### Карьера
В 2025 году на молодёжном чемпионате мира в Уси завоевала две золотые медали, одержав победу как в индивидуальных соревнованиях рапиристок, так и в составе США в командных состязаниях.
На Панамериканском чемпионате 2025 года в Рио-де-Жанейро в индивидуальном соревновании завоевала бронзовую медаль и помогла сборной США по женской рапире стать чемпионками.
В 2025 году на чемпионате мира в Тбилиси, в возрасте шестнадцати лет, завоевала золотую медаль в командных соревнованиях в составе сборной США.